# Nancy Walker
Nancy Walker (Filadelfia, 10 de mayo de 1922-Studio City, 25 de marzo de 1992) fue una actriz y comediante teatral, cinematográfica y televisiva de nacionalidad estadounidense. También fue directora cinematográfica y televisiva, destacando su trabajo en The Mary Tyler Moore Show, programa en el que hizo varias actuaciones como artista invitada. De toda una carrera de cinco décadas, quizás es más recordada por su papel de Ida Morgenstern en The Mary Tyler Moore Show y por un destacado personaje recurrente de la serie derivada Rhoda. 

## Primeros años
Su verdadero nombre era Anna Myrtle Smoyer, y nació en Filadelfia, Pensilvania, siendo la mayor de las dos hijas del artista de vodevil Dewey Barto. Tanto ella como su padre eran de baja estatura (1.50 m). Su madre falleció cuando su hermana Betty Lou era todavía una niña. Nancy y Betty Lou, que también tendría una carrera musical, fueron criadas por su padre, Dewey Barto (1896–1973), uno de los componentes del dúo cómico y acrobático Barto and Mann.

## Carrera interpretativa
Walker debutó como actriz teatral en el circuito de Broadway en 1941 con la obra Best Foot Forward que, en su adaptación cinematográfica, supuso la primera actuación de Walker en la gran pantalla. La película, protagonizada por Lucille Ball, se rodó en 1943. Su siguiente actuación tuvo lugar en el musical de MGM Broadway Rhythm, en el cual interpretaba el número musical "Milkman, Keep Those Bottles Quiet". 
Su pequeña estatura le dio dificultades para encontrar papeles apropiados. Sin embargo, su capacidad cómica hizo que siguiera actuando en las décadas de 1940 y 1950, haciendo, entre otros, los papeles de Hildy Eszterhazy ("I Can Cook, Too!") en Un día en Nueva York y Katey O'Shea en Copper and Brass, obra representada en Broadway. Fue nominada a un Premio Tony en 1956 por su trabajo en la revista musical Phoenix '56, y de nuevo en 1960 por su trabajo en otro musical, el exitoso Do Re Mi, en el que trabajaba Phil Silvers. Sus actuaciones en musicales motivaron la grabación de discos, uno de los cuales, I Hate Men (1959), con Sid Bass y su orquesta, con temas como "I'm Going to Wash That Man Right Outa My Hair" y "You Irritate Me So", ha sido calificado como uno de los peores discos de versiones de todos los tiempos. Durante la década de 1950 su presencia sobre los escenarios de Broadway alcanzó también comedias no musicales como Fallen Angels (1956), de Noël Coward.
A todo ello siguieron docenas de actuaciones televisivas en papeles recurrentes o como actriz invitada. A lo largo de una carrera que se prolongó cinco décadas, Walker actuó en comedias, dramas y programas televisivos de variedades como The Garry Moore Show y The Carol Burnett Show. En la temporada televisiva 1960-61 actuó en dos episodios del programa de la NBC The Tab Hunter Show. En 1970 consiguió el papel recurrente de Emily en la serie Mis adorables sobrinos, protagonizada por Brian Keith. Tras finalizar esta producción, Walker interpretó por vez primera a Ida Morgenstern, la madre del personaje de Valerie Harper, Rhoda Morgenstern, en la primera temporada de The Mary Tyler Moore Show. El capítulo en el que se presentaba al personaje, "Support Your Local Mother", tuvo tanto éxito que ganó un Emmy al mejor guion - Serie de comedia que se otorgó a James L. Brooks y Allan Burns. A partir de entonces Walker fue artista invitada con carácter anual en los siguientes tres años. En 1974, cuando se estrenó la serie derivada Rhoda, Walker se sumó al reparto como intérprete regular. Entre 1971 y 1976 también fue regular en la exitosa serie detectivesca de Rock Hudson McMillan and Wife, interpretando al ama de llaves de los McMillans, Mildred. Esos dos papeles le valieron a Walker la nominación para siete Premios Emmy. 
En 1976 la ABC ofreció a Walker un contrato para protagonizar una serie propia, The Nancy Walker Show, producida por la compañía de Norman Lear. En ese show Walker era Nancy Kittredge, una agente artística. El contrato especificaba que si el show se cancelaba antes de sus primeras trece semanas, ella tendría otra sitcom en la ABC. Antes de rodar el primer episodio de la serie, Walker hizo su única actuación de la temporada 1976-77 en Rhoda. En esta entrega, "The Separation", trabajaba junto a Valerie Harper, David Groh, y Harold Gould. Por su actuación, Walker fue nominada a un Premio Emmy. The Nancy Walker Show se estrenó en la ABC a finales de septiembre de 1976. No recibió buenas críticas, y los índices de audiencia no fueron buenos, por lo cual se canceló en diciembre de 1976. 
Casi inmediatamente, Garry Marshall dio otra serie a Walker, Blansky's Beauties. El personaje principal se presentó una semana antes del estreno del show en un episodio de la sitcom Días felices. La serie se empezó a emitir en febrero de 1977. No tuvo buena audiencia, por lo cual se canceló en mayo de 1977, dando a Walker la dudosa distinción de haber protagonizado dos series fallidas en un mismo año. Volvió a Rhoda en el inicio de la temporada 1977–1978 (dando al show un muy necesitado empuje en las audiencias, que habían caído en el año anterior), permaneciendo en la serie durante el resto de sus emisiones. En esa época Walker empezó a dirigir algunos episodios de The Mary Tyler Moore Show, Rhoda y Alice.
Uno de los últimos papeles cinematográficos importantes de Walker fue en la comedia de 1976 Un cadáver a los postres.Siguió activa en el mundo del espectáculo hasta su muerte, y encarnó a Rosie, una camarera de Nueva Jersey, en una serie de anuncios comerciales para la marca Bounty entre 1970 y 1990. Entre sus últimas actuaciones televisivas figura su papel recurrente de "Tía Angela", la hermana viuda de Sophia Petrillo (Estelle Getty), en The Golden Girls, papel por el cual fue nominada a un Emmy.

## Carrera como directora
En 1980 Walker debutó en la dirección cinemetográfica con el film musical de The Village People y Bruce Jenner Can't Stop the Music. Fue un fracaso de taquilla, aunque más adelante se lo consideró como un título de culto. 

## Vida personal
Casada en dos ocasiones, Nancy Walker y su segundo marido, el profesor de teatro David Craig, tuvieron una hija, Miranda.  David Craig falleció en 1998, a los 75 años de edad, a causa de un cáncer de pulmón. Miranda Craig fue redactora publicitaria, y falleció en el año 2000. 
Nancy Walker falleció a causa de un cáncer de pulmón en Studio City, California, en 1992. Tenía 69 años de edad. En el momento de su muerte era coprotagonista de la sitcom True Colors. Sus restos fueron incinerados, y sus cenizas esparcidas en las Islas Vírgenes.